# Глорија Грејам
Глорија Грејам (енгл. Gloria Grahame) је била америчка глумица и певачица, рођена 28. новембра 1923. године у Лос Анђелесу, а преминула 5. октобра 1981. године у Њујорку.

## Биографија
Рођена је као Глорија Холворд у Лос Анђелесу. Њен отац, Реџиналд Мајкл Блоксам Холворд, био је познати архитект, а мајка, Џин Грејам, британска позоришна глумица и учитељица глуме. Родитељи су јој олакшали пробој до Бродвеја, где ју је приметио Луи Б. Мајер из студија Метро-Голдвин-Мајер и понудио јој уговор. Променила је презиме у Грејам и дебитовала на великом екрану 1944. године, улогом у филму Blonde Fever. Две године касније, играла је запажену улогу у Дивном животу. Студио РКО је 1947. године откупио њен уговор, а исте године стигла је и номинација за Оскара за најбољу споредну глумицу у филму Унакрсна ватра.
Друга номинација јој је донијела Оскара за најбољу споредну глумицу, за запажену улогу јужњачке лепотице Роузмери у филму Град илузија (1952). Исте године играла је и у филму Sudden Fear, уз Џоун Крафорд, а годину касније наступила је у главној улози у филм Велика хајка, уз Глена Форда и Лија Марвина.
Након мјузикла Оклахома! из 1955. године, није остварила значајнију филмску улогу. До краја живота наступала је углавном у позоришту, уз повремене филмске и телевизијске улоге. Томе је допринела њена репутација проблематичне глумице на снимањима, као и њен буран приватни живот − била је удата, између осталих, за режисера Николаса Реја и за његовог сина Тонија Реја (са обојицом је имала децу).
Умрла је у Њујорку, 5. октобра 1981. године, од рака дојке.

## Филмографија
| Улоге Глорија Грејам |                            |               |                  |          |
| Година               | Српски назив               | Изворни назив | Улога            | Напомена |
| 1946.                | Диван живот                |               | Вајолет Бик      |          |
| 1950.                | На усамљеном месту         |               | Лорел Греј       |          |
| 1952.                | Највећа представа на свету |               | Енџел            |          |
| 1952.                | Град илузија               |               | Роузмери Бартлоу |          |
| 1953.                | Велика хајка               |               | Деби Марш        |          |